# 1-tetralon
1-tetralon is een organische verbinding die afgeleid is van tetraline. In vergelijking met tetraline bezit tetralon een ketongroep. In zuivere toestand is 1-tetralon een heldere, donkerbruine vloeistof.

## Synthese
1-tetralon wordt geproduceerd door de katalytische oxidatie met behulp van zuurstofgas van tetraline in oplossing. Als katalysator wordt onder andere koper(II)hydroxide gebruikt.
Deze omzetting kan ook gebeuren in twee stappen: eerst wordt tetraline (zonder katalysator) omgezet in tetralinehydroperoxide, dat daarna ontbonden wordt in 1-tetralon.

## Toepassingen
1-tetralon is een tussenproduct in de synthese van landbouwchemicaliën, insecticiden en geneesmiddelen: 1-tetralon kan omgezet worden in 1-naftol door dehydrogenatie. 1-naftol is onder andere een grondstof voor het insecticide carbaryl (1-naftylmethylcarbamaat), maar ook (via de methylering van 1-naftol tot 2-methyl-1-naftol) voor menadion (vitamine K3).